# Драйер, Герард
Геррит (Герард) Драйер (нидерл. Gerrit "Gerard" Draaijer; 24 июля 1922, Амстердам — 16 января 1972, Амстердам) — нидерландский футболист, игравший на позиции левого крайнего нападающего, выступал за амстердамские команды «Аякс» и «Зебюргия».
Дядя футболиста и тренера Йохана Кройфа.

## Клубная карьера
В возрасте двадцати трёх лет дебютировал за футбольный клуб «Аякс». Первую игру за основной состав провёл 28 июля 1945 года против «Фейеноорда», сыграв на позиции левого крайнего нападающего — на выезде его команда одержала победу в товарищеском матче со счётом 1:3. В августе отметился голом в товарищеской игре с бельгийским «Льерсом», а в сентябре забил гол во встрече с «Блау-Витом», который проходил в рамках полуфинала Кубка АРОЛ. В чемпионате Нидерландов единственный матч за «красно-белых» сыграл 30 декабря 1945 года против клуба «Эмма», который завершился гостевой победой «Аякса» с крупным счётом 0:5.
После «Аякса» играл за другой амстердамский клуб — «Зебюргия», который в сезоне 1947/48 впервые выступал в первом классе чемпионата Нидерландов. Свои первые голы в чемпионате Драйер забил 12 октября 1947 года, отличившись дублем в матче с РФК, а в следующем туре оформил хет-трик в ворота «Нептюнюса». 26 октября забил гол своей бывшей команде, встреча завершилась вничью 2:2. По итогам сезона его клуб занял 7-е место в чемпионате. В апреле 1948 года принимал участие в тренировочном матче сборной Нидерландов, который состоялся в Роттердаме. В составе «Зебюргии» он провёл ещё полтора сезона, а в декабре 1949 года запросил перевод в «Блау-Вит». В августе 1950 года получил разрешение на переход, а спустя два года перешёл в клуб ОВВО.

## Личная жизнь
Отец — Хендрик Йоханнес Драйер, мать — Корнелия Хелена ван Стелтен. Родители были родом из Амстердама, они поженились в 1905 году — на момент женитьбы отец работал огранщиком алмазов. Всего в их семье родилось десять детей, двое из которых умерли в младенчестве. Его старшая сестра Петронелла Бернарда была матерью футболиста и тренера Йохана Кройфа, который был назван в честь своего деда Хендрика Йоханнеса Драйера.
Женился в возрасте двадцати пяти лет — его супругой стала 21-летняя Мария Петронелла Розекранс, уроженка Амстердама. Их брак был зарегистрирован 17 декабря 1947 года в Амстердаме.
Его жена умерла 30 декабря 1971 года в возрасте 45 лет, а спустя семнадцать дней, 16 января 1972 года, умер сам Герард в возрасте 49 лет. Похоронен 20 января рядом с супругой на территории кладбища Де Ньиве Остер в Амстердаме. В этой же могиле покоится прах отца Йохана Кройфа.